# Day of Defeat
A Day of Defeat egy többjátékos, csapatalapú first-person shooter videó játék, mely a II. világháború európai hadszínterének nyugati részén játszódik. Eredetileg a Half-Life módosításának jogát a Valve vette meg, majd 2003-ban állt elő ezzel a játékkal.
A második világháborúban játszódó  Day of Defeatben nincs olyan hadjárat, amelyet egyéniben lehetne teljesíteni, teljesen a többjátékos üzemmódra koncentráltak. A játék a csapatmunkát ösztönzi, és objektív célokon alapuló játékokra épít, és megvannak benne a különféle osztályokba sorolások is. A térképek szűk ösvényekből állnak, melyek néhány kulcsfontosságú helyhez vezetnek.  A játék hivatalos, újabb változata, a  Day of Defeat: Source 2005-ben jelent meg a Valve gondozásában. Az akkor újnak számító Source motorral az új változat sok, az előzőben nem szereplő jellemzővel jött ki a piacra. Ezek között vannak a megújult játék, több audiós és grafikus jellemző.

## A játék menete
A Day of Defeat egy többjátékos first-person shooter, mely a gyalogsági osztagok ütközeteit mutatja be a második világháború európai hadszínterein a szövetségesek és a tengelyhatalmak között. A játékos eldöntheti, hogy a szövetségesekhez vagy a tengelyhatalmakhoz akar-e csatlakozni. A szövetségesek között van Amerikai Egyesült Államok és Nagy-Britannia, míg a tengelyhatalmak között van Németország.
A kör elején mindkét ellenérdekelt fél  egyszerre indul a kiinduló helyéről, és mindkét csapat azon dolgozik, hogy elérje az ő személyes célját. Mindeközben meg kell akadályoznia, hogy az ellenfél elérje a saját célját. A körnek akkor van vége, ha egy csapat az összes célját elérte, és ekkor az adott csapatot nevezik ki győztesnek. Ezen felül be van építve egy időlimit is, melynek lejártakor az a fél győz, amelyik több célját tudta teljesíteni, attól függetlenül, hogy hány embert ölt vagy sebesített meg.  Ez alól csak az számít kivételnek, ha a két csapat ugyanannyi célt teljesített.
A fegyverek egészen hasonlóak azokhoz, melyekkel a második világháborúban találkozhattunk volna, és a játék menete is ennek megfelelő. A visszarúgás nehézkes, és a játék nem engedi, hogy futás vagy ugrás közben támadjanak. A játékba be van építve egy határ, ami az állóképességet korlátozza, így a játékos nem futhat gyorsan hosszú időn át, így rá vannak kényszerítve, hogy spóroljanak az energiájukkal.

## Kialakítás
A Day of Defeat kezdeti kiadásában 15 térkép volt, melyek különböző szcenáriókat mutattak be, és ezek mérete valamint tematikája is változott. Ezek gyakran olyan második világháborús csatákon alapulnak, mint az Omaha Beach-i csata vagy különböző utcai harcok az olasz Salerno területén az Avalanche-hadművelet alatt. A játékban van egy Glider küldetés is, ahol az amerikai 101. Légi osztag landol a WACO Glideren, és olyan célokat semmisít meg, mint az antenna vagy egy 8,8 cm Flak 18/36/37/41 légvédelmi rakéta.
A játékban szereplő fegyverek is történelmi jelentőségűek, és ezek megjelenítése a második világháborúban használtak pontos másai.